# Albacete Balompié
Maillots
Actualités
L'Albacete Balompié est un club de football espagnol fondé et installé à Albacete le 1er août 1940. Il évolue à l'Estadio Carlos Belmonte. Le club est actuellement présidé par Georges Kabchi.
L'Albacete compte à son palmarès un titre de champion de Segunda División en 1991 ainsi que deux titres de champion de Segunda División B, obtenus en 1990 et 2014.

## Histoire
| \| Albacete \| Emplacement de Albacete, en Espagne. |
| Albacete                                            |

Le club est fondé le 1er août 1940 sous le nom de la Sociedad Deportiva Albacete Foot-ball Association. Il évolue pour sa première saison, en 1940-1941, en Primera División Regional. Le SD Albacete Foot-Ball Association se renomme en Albacete Balompié en 1941 dans une volonté de sonner plus espagnol.
L'Albacete est invité en Tercera División en 1943, en tant que représentant de la province d'Albacete.
Le club évolue pendant sept saisons en première division : de 1991 à 1996, et enfin de 2003 à 2005. Il obtient son meilleur classement en première division lors de la saison 1991-1992, où il se classe 7e du championnat, avec 16 victoires, 8 matchs nuls et 14 défaites. Cette même saison, le club rate pour seulement un petit point la qualification en Coupe de l'UEFA.
Le club évolue en deuxième division pendant une vingtaine de saisons : de 1949 à 1951, puis lors de la saison 1961-1962, ensuite lors de la saison 1985-1986, puis à nouveau lors de la saison 1990-1991, ensuite de 1996 à 2003, puis de 2005 à 2011, de 2014 à 2016 et enfin depuis l'année 2017.
Entre 1998 et 2005 est construit le centre d'entraînement du club, la Ciudad Deportiva del Albacete Balompié, rebaptisée en 2012 la Ciudad Deportiva Andrés Iniesta.
Le club atteint les huitièmes de finale de la Coupe du Roi à deux reprises, en 1993 puis en 2012.
Le club connaît une période difficile au début des années 2010. Évoluant en Segunda División B en 2011, l'Albacete est en pleine crise financière et risque l'implosion. En décembre de la même année, le milieu de terrain du FC Barcelone, Andrés Iniesta, formé au club avant de rejoindre la Catalogne, apporte son aide financière. Il rachète ainsi 7000 actions du club pour la somme de 420 000 euros et en devient l'actionnaire principal.
Au mois de juillet 2017, l'Albacete rend officiel le rachat de 94,6 % de ses actions par le groupe qatari Skyline International qui devient ainsi le nouveau propriétaire du club. Une semaine après, le club règle sa dette envers la Seguridad Social y la Agencia Tributaria en payant quatre millions d'euros et peut ainsi évoluer en seconde division pour la saison 2017-2018.

## Palmarès
- Championnat d'Espagne de D2 (Segunda División)
  - Champion : 1991

- Championnat d'Espagne de D3 (Segunda División B)
  - Champion : 1990 et 2014

- Championnat d'Espagne de D3 / D4 (Tercera División)
  - Champion : 1946, 1947, 1949, 1959, 1964, 1965 et 1982

## Personnalités du club

### Anciens joueurs
- Fernando Morientes
- Manuel Almunia
- Pedro Santa Cecilia
- Andrés Iniesta (formé au club)
- Pablo Ibáñez
- Casto Espinosa Barriga
- Sergio Magano
- Keylor Navas
- Franck Songo'o
- Mark González
- Diego Costa

### Anciens entraîneurs
- Benito Floro
- Juan Ignacio Martínez
- César Ferrando
- José Manuel Aira

### Effectif actuel
| N° | Nat.                   | Poste | Nom du joueur                      |
| -- | ---------------------- | ----- | ---------------------------------- |
| 1  | Drapeau de l'Espagne   | G     | Bernabé Barragán (capitaine)       |
| 2  | Drapeau du Cameroun    | D     | Mohammed Djetei                    |
| 3  | Drapeau de l'Argentine | D     | Jonathan Silva (en prêt de Getafe) |
| 4  | Drapeau de l'Espagne   | M     | Agus Medina                        |
| 5  | Drapeau de l'Espagne   | M     | Juan Antonio Ros                   |
| 6  | Drapeau de l'Espagne   | M     | Sergi Maestre                      |
| 7  | Drapeau de l'Espagne   | A     | Juanma García                      |
| 8  | Drapeau de l'Espagne   | M     | Riki Rodríguez                     |
| 9  | Drapeau de l'Espagne   | A     | Higinio Marín                      |
| 10 | Drapeau de l'Espagne   | A     | Manu Fuster                        |
| 11 | Drapeau du Venezuela   | A     | Jovanny Bolívar                    |
| 13 | Drapeau de l'Espagne   | G     | Diego Altube                       |

| No. | Nat.                    | Position | Nom du joueur    |
| --- | ----------------------- | -------- | ---------------- |
| 14  | Drapeau de l'Espagne    | A        | Pedro Benito     |
| 17  | Drapeau de l'Espagne    | D        | Julio Alonso     |
| 18  | Drapeau de l'Espagne    | M        | Antonio Pacheco  |
| 19  | Drapeau de l'Espagne    | M        | Lander Olaetxea  |
| 20  | Drapeau de l'Angleterre | M        | Samuel Shashoua  |
| 21  | Drapeau de l'Espagne    | A        | Alberto Quiles   |
| 22  | Drapeau de l'Espagne    | D        | Carlos Isaac     |
| 23  | Drapeau de l'Espagne    | D        | Álvaro Rodríguez |
| 24  | Drapeau de l'Espagne    | D        | Cristian Glauder |
| 27  | Drapeau du Ghana        | D        | Emmanuel Attipoe |
|     | Drapeau de l'Islande    | D        | Diegui           |